# Narzut (budownictwo)
Narzut – warstwa tynku. Wykonuje się ją na lekko stwardniałej, skropionej wodą obrzutce. Po naniesieniu zaprawę wyrównuje się za pomocą pacy lub łaty. W przypadku tynków dwuwarstwowych narzut stanowi zewnętrzną warstwę tynku.
Narzut to także technika tynkowania, polegająca na narzucaniu (nie nakładaniu) zaprawy.